# Васильев, Владимир Александрович (Герой Советского Союза)
Владимир Александрович Васильев (1921—1943) — командир отделения 130-го гвардейского стрелкового полка 44-й гвардейской стрелковой дивизии 1-й гвардейской армии Юго-Западного фронта, гвардии сержант. Герой Советского Союза.

## Биография
Родился в 1921 году в селе Бияваш (ныне — Октябрьского района Пермского края) в семье крестьянина. Русский.
Жил и работал в городе Свердловске (ныне — Екатеринбург). До войны был членом ВЛКСМ.
В Красной Армии с 1941 года. В боях Великой Отечественной войны с 1942 года.
Командир отделения 130-го гвардейского стрелкового полка, кандидат в члены КПСС, гвардии сержант Владимир Васильев был в составе группы из 13 человек во главе с командиром роты, которая 15 января 1943 года, ворвавшись на окраину сильно укреплённого железнодорожного посёлка Донской (ныне Красновка, Тарасовский район Ростовской области), захватила 3 дома. Бойцы отразили многочисленные вражеские атаки и продолжали вести огонь даже тогда, когда гитлеровцы подожгли дома. В этом бою погиб.
Похоронен в братской могиле на станции Красновка.
Указом Президиума Верховного Совета СССР «О присвоении звания Героя Советского Союза начальствующему и рядовому составу Красной Армии» от 31 марта 1943 года за «образцовое выполнение боевых заданий командования на фронте борьбы с немецкими захватчиками и проявленные при этом отвагу и геройство» удостоен посмертно звания Героя Советского Союза.

## Память
- У перрона станции Красновка установлен памятник 13-ти Героям.
- В Москве в Центральном музее Вооруженных Сил оборудован стенд «Тринадцать Героев Красновки»[2].
- На здании школы в родном селе Героя установлена мемориальная доска.